# Alexandru Benga
Alexandru Constantin Benga (Brașov, 15 giugno 1989) è un calciatore rumeno, centrocampista dell'UTA Arad.

## Carriera

### Club
Ha esordito nel 2005 in prima squadra e in 3 stagioni ha collezionato 30 presenze e 4 reti. Nel 2008 si trasferisce all'Unirea Urziceni dove milita per 2 stagioni per poi passare al Rapid Bucareșt. Viene acquistato dall'Oțelul Galați nel 2011 e al 25 settembre 2011 ha collezionato solo 7 presenze.

## Palmarès

### Club

#### Competizioni nazionali
- Liga I: 1

Oțelul Galați: 2010-11
- Supercupa României: 1

Oțelul Galați: 2011